# Габрис, Юозас
Юозас Габрис (лит. Juozas Gabrys; 22 февраля 1880, Годлево, Российская империя — 26 июля 1951, Ла Со, Во, Швейцария) – литовский политик и дипломат, получивший наибольшую известность благодаря попыткам распространить на Западе идею независимости Литвы во время Первой мировой войны.

## Биография
Юозас Габрис родился в Годлево 22 февраля 1880 года[по какому календарю?]. В 1907 году окончил Императорский Новороссийский университет, получив юридическое образование.
В 1905 году был секретарём Великого Вильнюсского сейма. В 1907 году Габрис отправился в изгнание в Париж. В 1911 году он основал Литовское информационное бюро и Союз народов. В 1915 года поселился в швейцарском городе Лозанна. Организовал политическую кампанию и провел первый Литовский конгресс, чтобы добиться независимости Литвы. Его кампании финансировались литовскими эмигрантами и министерством иностранных дел Германии. Статьи, написанные им для поддержки своих кампаний, были опубликованы в более чем 50 европейских газетах. Иногда Юозасу Габрису приходилось подкупать издателей для их опубликования. Из всех кампаний, организованных им, наиболее успешной оказался Союз народов, проведенный в 1916 году в Швейцарии. В нём приняли участие 400 делегатов от 23 национальностей.
Согласно Альфреду Сенну, «Габрис был, несомненно, самой известной политической фигурой на Европейской сцене до 1916 года». Он призывал Союзников бороться против немецкой оккупации. В своих мемуарах он называл себя «графом Гарлявы». После прихода к власти в Литве новой власти в 1918 году Габрис не принимал участия в государственных делах из-за разногласий с правительственными чиновниками.
В 1919 году при поддержке Франции безуспешно пытался получить должность в правительстве Литвы.
Уйдя на пенсию, Габрис стал фермером. Умер 26 июля 1951 года в Швейцарии.

## Работы
- Габрис, Юозас. La nation lithuanienne; son état sous la domination russe et allemande (фр.). — Париж: Imprimerie de la Cour d'Appel, 1911.
- Габрис, Юозас. Tautos sargyboj (неопр.). — Vilnius: Versus aureus, 2007. — (Egzodo archyvas). — ISBN 995569954X.